# Filip III Hinckaert

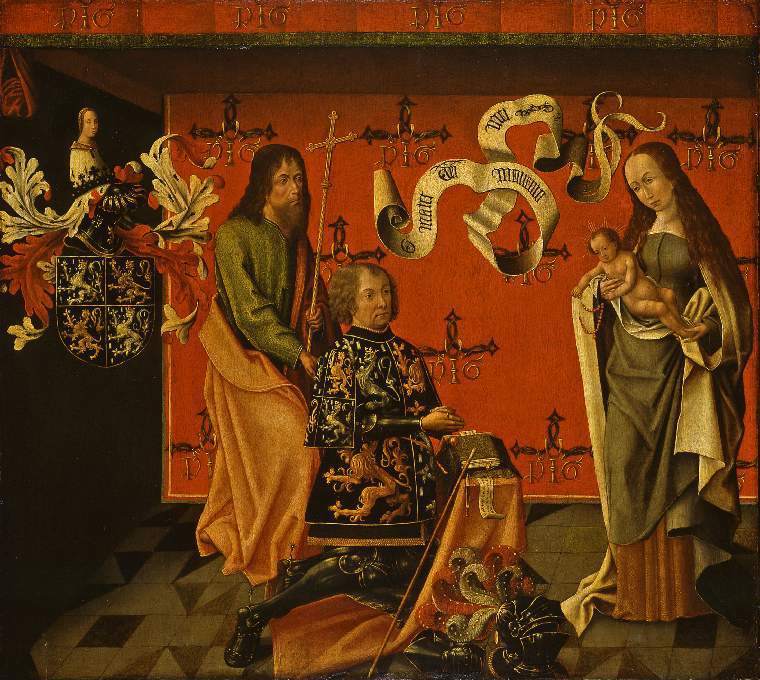
Filip Hinckaert en de apostel Filippus bij Onze-Lieve-Vrouw, ca. 1515 (Fitzwilliam Museum, Cambridge). Anoniem schilderij met het wapen van Hinckaert en de initialen van hem en zijn tweede vrouw. Het was een diptiek met een Kruisiging die in de 20e eeuw verloren is gegaan.

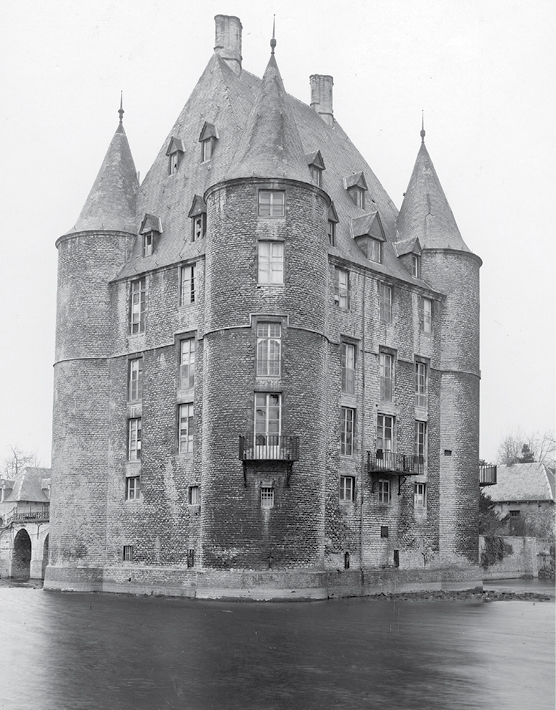
Kasteel ter Ham in Steenokkerzeel

Filip III Hinckaert, heer van Lelle en Ham (ca. 1455 – 1505) was een vooraanstaande Brabander uit het geslacht Hinckaert. Hij was hofmeester en raadsheer van Filips de Schone.

## Leven
Zijn ouders waren Willem Hinckaert en Giselraad van Erpe. Op 22 april 1482 trouwde hij met Helena de Baronaige. Op 14 augustus 1483 kocht hij met zijn vrouw het leengoed Lelle van Hendrik en Margareta van Schoonhoven. Hij verwierf in 1490 ook de heerlijkheid Steenokkerzeel, waar hij rond 1500 het Kasteel ter Ham liet herbouwen. Kort na de dood van zijn eerste vrouw hertrouwde hij in 1494 met Geertruid van der Vucht. Later verkreeg hij nog rechten op Berg, Nederokkerzeel, Humelgem en Steenokkerzeel, maar hij moest die weer afstaan als straf voor zijn betrokkenheid bij een moord.
Aan het hof van Filips de Schone was Hinckaert schildknaap, hofmeester (zeker vanaf 1497) en raadsheer (1504). Ook was hij laagschout van 's-Hertogenbosch (1498-1505) en lid van de Raad van Brabant (1501-1505).
Ziek en bedlegerig maakte hij op 28 augustus 1505 in zijn kasteel een testament op, waaruit we vernemen dat hij hebbende nochtans goed verstand ende memorie, begheerde begraeven te syn in de kercke van Steynockesele inde hooghe choor voor het heyligh sacrament. Dit graf in de Sint-Rumolduskerk van Steenokkerzeel is niet bewaard. Wel is het portret van Hinckaert overgeleverd, knielend voor Maria met Kind onder de bescherming van zijn patroonheilige Filippus. Vermoedelijk is dit het gedenkschilderij dat in zijn testament is vermeld.
Zijn zoon uit zijn eerste huwelijk, Filip IV (1483-1548), volgde hem op 10 januari 1506 op en werd onder meer burgemeester van Brussel. Voorts had hij uit dat huwelijk nog de dochters Helena († 1522) en Margareta († 1551), priores van Hertoginnedal.

## Voetnoten
1. ↑  Ook: Baronage, Bernaige
2. ↑  Hoewel in de literatuur vaak anders vermeld, was hij geen ridder.